# Giải bóng đá Vô địch U-21 Quốc gia 2019
Giải bóng đá Vô địch U-21 Quốc gia 2019, tên gọi chính thức là Giải bóng đá Vô địch U-21 Quốc gia Báo Thanh Niên 2019, là mùa giải thứ 23 của Giải bóng đá Vô địch U-21 Quốc gia do Liên đoàn bóng đá Việt Nam (VFF) phối hợp với báo Thanh Niên tổ chức. Mùa giải lần này diễn ra theo hai giai đoạn, với giai đoạn vòng loại từ ngày 19 tháng 6 đến ngày 1 tháng 10 năm 2019. Vòng chung kết của giải, gồm 8 đội bóng, được tổ chức tại Gia Lai từ ngày 11 tháng 10 đến ngày 20 tháng 10 năm 2019.

## Vòng loại
Vòng loại diễn ra từ ngày 19 tháng 6 đến ngày 1 tháng 10 năm 2018 với ba bảng đấu chia theo khu vực địa lý. Các đội bóng ở mỗi bảng thi đấu vòng tròn một lượt tính điểm, chọn hai đội đứng đầu mỗi bảng và một đội đứng thứ ba có thành tích tốt nhất tham dự vòng chung kết.

### Các đội bóng
18 đội bóng đã đăng ký tham dự mùa giải lần này từ vòng loại. Các đội bóng được sắp xếp sẵn vào các bảng đấu dựa theo khu vực địa lý. Những đội bóng đóng vai trò là chủ nhà của bảng đấu vòng loại được ký hiệu bởi (H).
Với mục đích tăng số trận thi đấu ở vòng loại của các đội bóng, vòng loại lần này sẽ chỉ có ba bảng đấu vẫn với thể thức vòng tròn một lượt. Ngoài ra, quá trình vòng loại sẽ được chia thành hai giai đoạn, vào tháng 6 và cuối tháng 9 năm 2019.
| Bảng A                                                                                         | Bảng B                                                                                             | Bảng C                                                                                   |
| ---------------------------------------------------------------------------------------------- | -------------------------------------------------------------------------------------------------- | ---------------------------------------------------------------------------------------- |
| U21 Hà Nội U21 Công An Nhân Dân U21 Nam Định U21 Sông Lam Nghệ An U21 Viettel (H) U21 Phố Hiến | U21 Đắk Lắk U21 Hồng Lĩnh Hà Tĩnh U21 SHB Đà Nẵng U21 Khánh Hòa U21 Bình Định U21 Phù Đổng Bến Tre | U21 Bến Tre U21 Đồng Nai U21 Đồng Tháp U21 Long An U21 TP. Hồ Chí Minh (H) U21 Vĩnh Long |

### Kết quả
| Đội 1                   | Tỷ số | Đội 2                   |
| 19 tháng 6 năm 2019     |       |                         |
| U21 Hà Nội              | 3–1   | U21 Nam Định            |
| U21 Viettel             | 1–1   | U21 Phố Hiến            |
| U21 Sông Lam Nghệ An    | 0–1   | U21 Công An Nhân Dân    |
| U21 SHB Đà Nẵng         | 4–1   | U21 Bình Định           |
| U21 Đắk Lắk             | 0–1   | U21 Phù Đổng Bến Tre    |
| U21 Hồng Lĩnh Hà Tĩnh   | 2–0   | U21 Sanvinest Khánh Hòa |
| U21 Vĩnh Long           | 1–1   | U21 Đồng Tháp           |
| U21 Đồng Nai            | 1–1   | U21 Bến Tre             |
| U21 Long An             | 1–3   | U21 TP.Hồ Chí Minh      |
| 21 tháng 6 năm 2019     |       |                         |
| U21 Hà Nội              | 1–0   | U21 Công An Nhân Dân    |
| U21 Viettel             | 4–0   | U21 Nam Định            |
| U21 Sông Lam Nghệ An    | 0–5   | U21 Phố Hiến            |
| U21 Vĩnh Long           | 0–5   | U21 TP.Hồ Chí Minh      |
| U21 Đồng Nai            | 1–1   | U21 Đồng Tháp           |
| U21 Long An             | 7–2   | U21 Bến Tre             |
| 22 tháng 6 năm 2019     |       |                         |
| U21 SHB Đà Nẵng         | 1–2   | U21 Sanvinest Khánh Hòa |
| U21 Đắk Lắk             | 1–0   | U21 Bình Định           |
| U21 Hồng Lĩnh Hà Tĩnh   | 4–2   | U21 Phù Đổng Bến Tre    |
| 27 tháng 9 năm 2019     |       |                         |
| U21 Nam Định            | 1–1   | U21 Công An Nhân Dân    |
| U21 Viettel             | 3–1   | U21 Sông Lam Nghệ An    |
| U21 Hà Nội              | 1–0   | U21 Phố Hiến            |
| U21 Phù Đổng Bến Tre    | 1–1   | U21 Sanvinest Khánh Hòa |
| U21 Đắk Lắk             | 1–0   | U21 SHB Đà Nẵng         |
| U21 Hồng Lĩnh Hà Tĩnh   | 9–0   | U21 Bình Định           |
| U21 Bến Tre             | 0–5   | U21 TP.Hồ Chí Minh      |
| U21 Long An             | 0–1   | U21 Đồng Tháp           |
| U21 Vĩnh Long           | 2–2   | U21 Đồng Nai            |
| 29 tháng 9 năm 2019     |       |                         |
| U21 Nam Định            | 1–2   | U21 Phố Hiến            |
| U21 Viettel             | 6–1   | U21 Công An Nhân Dân    |
| U21 Hà Nội              | 3–0   | U21 Sông Lam Nghệ An    |
| U21 SHB Đà Nẵng         | 3–0   | U21 Phù Đổng Bến Tre    |
| U21 Sanvinest Khánh Hòa | 3–2   | U21 Bình Định           |
| U21 Hồng Lĩnh Hà Tĩnh   | 5–0   | U21 Đắk Lắk             |
| U21 Đồng Tháp           | 0–1   | U21 TP.Hồ Chí Minh      |
| U21 Long An             | 1–1   | U21 Đồng Nai            |
| U21 Vĩnh Long           | 6–0   | U21 Bến Tre             |
| 1 tháng 10 năm 2019     |       |                         |
| U21 Nam Định            | 0–1   | U21 Sông Lam Nghệ An    |
| U21 Phố Hiến            | 1–1   | U21 Công An Nhân Dân    |
| U21 Hà Nội              | 1–0   | U21 Viettel             |
| U21 SHB Đà Nẵng         | 5–0   | U21 Hồng Lĩnh Hà Tĩnh   |
| U21 Sanvinest Khánh Hòa | 5–0   | U21 Đắk Lắk             |
| U21 Phù Đổng Bến Tre    | 5–0   | U21 Bình Định           |
| U21 Đồng Tháp           | 10–0  | U21 Bến Tre             |
| U21 TP.Hồ Chí Minh      | 4–2   | U21 Đồng Nai            |
| U21 Long An             | 3–3   | U21 Vĩnh Long           |

### Bảng xếp hạng

#### Bảng A
Các trận đấu diễn ra tại Trung tâm thể thao Viettel, Hà Nội.
| STT | Đội bóng             | Tr | T | H | B | Bt | Bb | Hs  | Điểm | Kết quả                |
| --- | -------------------- | -- | - | - | - | -- | -- | --- | ---- | ---------------------- |
| 1   | U21 Hà Nội           | 5  | 5 | 0 | 0 | 9  | 1  | +8  | 15   | Vào vòng chung kết     |
| 2   | U21 Viettel          | 5  | 3 | 1 | 1 | 14 | 4  | +10 | 10   | Vào vòng chung kết     |
| 3   | U21 Phố Hiến         | 5  | 2 | 2 | 1 | 9  | 4  | 5   | 8    | Xét vào vòng chung kết |
| 4   | U21 Công An Nhân Dân | 5  | 1 | 2 | 2 | 4  | 9  | -5  | 5    |                        |
| 5   | U21 Sông Lam Nghệ An | 5  | 1 | 0 | 4 | 2  | 12 | -10 | 3    |                        |
| 6   | U21 Nam Định         | 5  | 0 | 1 | 4 | 3  | 11 | -8  | 1    |                        |

### Bảng B
Các trận đấu diễn ra tại Kon Tum.
| STT | Đội bóng              | Tr | T | H | B | Bt | Bb | Hs  | Điểm | Kết quả                |
| --- | --------------------- | -- | - | - | - | -- | -- | --- | ---- | ---------------------- |
| 1   | U21 Hồng Lĩnh Hà Tĩnh | 5  | 5 | 0 | 0 | 25 | 2  | +23 | 15   | Vào vòng chung kết     |
| 2   | U21 Khánh Hòa         | 5  | 2 | 2 | 1 | 7  | 7  | 0   | 8    | Vào vòng chung kết     |
| 3   | U21 Phù Đổng Bến Tre  | 5  | 2 | 1 | 2 | 9  | 8  | +1  | 7    | Xét vào vòng chung kết |
| 4   | U21 Đắk Lắk           | 5  | 2 | 1 | 2 | 3  | 7  | -4  | 7    |                        |
| 5   | U21 SHB Đà Nẵng       | 5  | 2 | 0 | 3 | 8  | 9  | -1  | 6    |                        |
| 6   | U21 Bình Định         | 5  | 0 | 0 | 5 | 3  | 22 | -19 | 0    |                        |

### Bảng C
Các trận đấu diễn ra tại Trung tâm thể dục thể thao Thành Long, Thành phố Hồ Chí Minh.
| STT | Đội bóng            | Tr | T | H | B | Bt | Bb | Hs  | Điểm | Kết quả                |
| --- | ------------------- | -- | - | - | - | -- | -- | --- | ---- | ---------------------- |
| 1   | U21 TP. Hồ Chí Minh | 5  | 5 | 0 | 0 | 18 | 3  | +15 | 15   | Vào vòng chung kết     |
| 2   | U21 Đồng Tháp       | 5  | 2 | 2 | 1 | 13 | 3  | +10 | 8    | Vào vòng chung kết     |
| 3   | U21 Vĩnh Long       | 5  | 1 | 3 | 1 | 12 | 11 | +1  | 6    | Xét vào vòng chung kết |
| 4   | U21 Long An         | 5  | 1 | 2 | 2 | 12 | 10 | +2  | 5    |                        |
| 5   | U21 Đồng Nai        | 5  | 0 | 4 | 1 | 7  | 9  | -2  | 4    |                        |
| 6   | U21 Bến Tre         | 5  | 0 | 1 | 4 | 3  | 29 | -26 | 1    |                        |

### Bảng xếp hạng các đội đứng thứ ba bảng đấu
Chỉ một đội đứng thứ ba bảng đấu có thành tích tốt nhất lọt vào vòng chung kết.
| STT | Đội bóng             | Tr | T | H | B | Bt | Bb | Hs | Điểm | Kết quả            |
| --- | -------------------- | -- | - | - | - | -- | -- | -- | ---- | ------------------ |
| 1   | U21 Phố Hiến         | 5  | 2 | 2 | 1 | 9  | 4  | 5  | 8    | Vào vòng chung kết |
| 2   | U21 Phù Đổng Bến Tre | 5  | 2 | 1 | 2 | 9  | 8  | +1 | 7    |                    |
| 3   | U21 Vĩnh Long        | 5  | 1 | 3 | 1 | 12 | 11 | +1 | 6    |                    |

### Các đội vượt qua vòng loại
| Câu lạc bộ            | Tư cách vượt qua vòng loại | Tham dự vòng chung kết | Thành tích tốt nhất              |
| --------------------- | -------------------------- | ---------------------- | -------------------------------- |
| Hoàng Anh Gia Lai     | Chủ nhà                    | 12 lần                 | Vô địch (2017)                   |
| Hà Nội                | Nhất bảng A                | 7 lần                  | Vô địch (2013, 2015, 2016, 2018) |
| Viettel               | Nhì bảng A                 | 9 lần                  | Vô địch (1997, 1998, 1999)       |
| Hồng Lĩnh Hà Tĩnh     | Nhất bảng B                | Lần đầu                | Lần đầu                          |
| Sanvinest Khánh Hòa   | Nhì bảng B                 | 9 lần                  | Vô địch (2007)                   |
| Thành phố Hồ Chí Minh | Nhất bảng C                | 8 lần                  | Á quân (1997, 2008)              |
| Đồng Tháp             | Nhì bảng C                 | 12 lần                 | Á quân (1998)                    |
| Phố Hiến              | Ba bảng A/Ba bảng tốt nhất | Lần đầu                | Lần đầu                          |

1. ↑  Kế thừa thành tích của Thể Công.
2. ↑  Kế thừa thành tích của Khatoco Khánh Hòa trước đây.

## Địa điểm
Các trận đấu của vòng chung kết diễn ra tại sân vận động Pleiku, tỉnh Gia Lai và sân vận động Kon Tum, tỉnh Kon Tum.
| Gia Lai             | Kon Tum              |
| ------------------- | -------------------- |
| Sân vận động Pleiku | Sân vận động Kon Tum |
| Sức chứa: 12.000    | Sức chứa: 11.000     |
| không khung         |                      |

## Đội hình
Các cầu thủ từ 16 đến 21 tuổi (sinh từ ngày 1 tháng 1 năm 1998 đến ngày 31 tháng 12 năm 2003) có đủ điều kiện để tham dự giải đấu. Mỗi đội bóng phải đăng ký một danh sách gồm tối đa 30 cầu thủ, trong đó có tối thiểu 2 thủ môn (Quy định mục 4.2 và 5.2).

## Vòng bảng
Hai đội bóng đứng đầu mỗi bảng lọt vào vòng bán kết. Lễ bốc thăm chia bảng đã diễn ra vào lúc 09:00 ngày 9 tháng 10 năm 2019 tại khách sạn Hoàng Anh Gia Lai, thành phố Pleiku, tỉnh Gia Lai.
Các tiêu chí xếp hạng
Các đội được xếp hạng theo điểm (3 điểm cho 1 trận thắng, 1 điểm cho 1 trận hòa và 0 điểm cho 1 trận thua), và nếu bằng điểm, các tiêu chí sau đây sẽ được áp dụng theo thứ tự, để xác định thứ hạng:
1. Điểm trong các trận đối đầu trực tiếp giữa các đội bằng điểm;
2. Hiệu số bàn thắng thua trong các trận đối đầu trực tiếp giữa các đội bằng điểm;
3. Số bàn thắng ghi được trong các trận đối đầu trực tiếp giữa các đội bằng điểm;
4. Nếu có nhiều hơn hai đội bằng điểm, và sau khi áp dụng tất cả các tiêu chí đối đầu ở trên, một nhóm nhỏ các đội vẫn còn bằng điểm nhau, tất cả các tiêu chí đối đầu ở trên được áp dụng lại cho riêng nhóm này;
5. Hiệu số bàn thắng thua trong tất cả các trận đấu bảng;
6. Số bàn thắng ghi được trong tất cả các trận đấu bảng;
7. Sút luân lưu nếu chỉ có hai đội bằng nhau và gặp nhau trong lượt trận cuối của bảng;
8. Điểm kỷ luật (thẻ vàng = –1 điểm, thẻ đỏ gián tiếp = –3 điểm, thẻ đỏ trực tiếp = –3 điểm, thẻ vàng và thẻ đỏ trực tiếp = –4 điểm);
9. Bốc thăm.

### Bảng A
| STT | Đội bóng          | Tr | T | H | B | Bt | Bb | Hs | Điểm | Kết quả          |
| --- | ----------------- | -- | - | - | - | -- | -- | -- | ---- | ---------------- |
| 1   | Hồng Lĩnh Hà Tĩnh | 3  | 2 | 1 | 0 | 5  | 1  | +4 | 7    | Vào vòng bán kết |
| 2   | Đồng Tháp         | 3  | 1 | 1 | 1 | 3  | 1  | +1 | 5    | Vào vòng bán kết |
| 3   | Viettel           | 3  | 1 | 2 | 0 | 5  | 3  | +2 | 4    |                  |
| 4   | Hoàng Anh Gia Lai | 3  | 0 | 0 | 3 | 2  | 10 | -8 | 0    |                  |

| Đồng Tháp       | 1–1      | Viettel             |
| --------------- | -------- | ------------------- |
| Kha Tấn Tài 82' | Chi tiết | Trần Danh Trung 32' |

| Hoàng Anh Gia Lai | 1–4      | Hồng Lĩnh Hà Tĩnh                                                                       |
| ----------------- | -------- | --------------------------------------------------------------------------------------- |
| Cao Hoàng Tú 70'  | Chi tiết | Nguyễn Trung Học 36' · Lê Xuân Tú 37', 90+1' · Lý Công Hoàng Anh 47' · Trần Đức Nam 64' |

| Viettel | 0–1      | Hồng Lĩnh Hà Tĩnh |
| ------- | -------- | ----------------- |
|         | Chi tiết | Lê Xuân Tú 70'    |

| oàng Anh Gia Lai | 0–2      | Đồng Tháp                                    |
| ---------------- | -------- | -------------------------------------------- |
|                  | Chi tiết | Trần Công Minh 46' (ph.đ.) · Ngô Tấn Tài 87' |

| Hồng Lĩnh Hà Tĩnh | 0–0      | Đồng Tháp |
| ----------------- | -------- | --------- |
|                   | Chi tiết |           |

| Hoàng Anh Gia Lai | 1–4      | Viettel                           |
| ----------------- | -------- | --------------------------------- |
| Trần Bảo Toàn 23' | Chi tiết | Trần Danh Trung 9', 22', 45', 81' |

### Bảng B
| STT | Đội bóng              | Tr | T | H | B | Bt | Bb | Hs | Điểm | Kết quả          |
| --- | --------------------- | -- | - | - | - | -- | -- | -- | ---- | ---------------- |
| 1   | Hà Nội                | 3  | 3 | 0 | 0 | 7  | 4  | +3 | 9    | Vào vòng bán kết |
| 2   | Phố Hiến              | 3  | 1 | 1 | 1 | 7  | 6  | +1 | 4    | Vào vòng bán kết |
| 3   | Thành phố Hồ Chí Minh | 3  | 1 | 1 | 1 | 6  | 6  | 0  | 4    |                  |
| 4   | Sanvinest Khánh Hòa   | 3  | 0 | 0 | 3 | 4  | 8  | -4 | 0    |                  |

| Hà Nội                                 | 3–2      | Thành phố Hồ Chí Minh                                |
| -------------------------------------- | -------- | ---------------------------------------------------- |
| Trần Văn Đạt 28', 85' · Hồ Minh Dĩ 54' | Chi tiết | Nguyễn Trung Thành 36' (ph.đ.) · Nguyễn Văn Mạnh 60' |

| Phố Hiến                                                              | 4–2      | Sanvinest Khánh Hòa                                 |
| --------------------------------------------------------------------- | -------- | --------------------------------------------------- |
| Trần Văn Hòa 33', 45+1' · Lâm Thuận 56' (ph.đ.) · Võ Nguyên Hoàng 89' | Chi tiết | Nguyễn Văn Vinh 47' · Nguyễn Thành Nhân 53' (ph.đ.) |

| Sanvinest Khánh Hòa | 1–2      | Thành phố Hồ Chí Minh                 |
| ------------------- | -------- | ------------------------------------- |
| Nguyễn Văn Vinh 31' | Chi tiết | Nguyễn Ngọc Hậu 21' · Lê Công Hậu 39' |

| Phố Hiến                 | 1–2      | Hà Nội                               |
| ------------------------ | -------- | ------------------------------------ |
| Trần Văn Hòa 27' (ph.đ.) | Chi tiết | Nguyễn Vũ Tín 47' · Trần Văn Đạt 50' |

| Sanvinest Khánh Hòa | 1–2      | Hà Nội |
| ------------------- | -------- | ------ |
|                     | Chi tiết | ·      |

| Phố Hiến                            | 2–2      | Thành phố Hồ Chí Minh                  |
| ----------------------------------- | -------- | -------------------------------------- |
| Võ Nguyên Hoàng 20' · Lâm Thuận 72' | Chi tiết | Nguyễn Ngọc Hậu 25' · Chu Văn Kiên 74' |

## Vòng đấu loại trực tiếp
Trong vòng đấu loại trực tiếp, loạt sút luân lưu sẽ được sử dụng để quyết định đội thắng nếu hòa sau 90 phút chính thức (không có hiệp phụ).

### Bán kết
| Hồng Lĩnh Hà Tĩnh  | 0–1      | Phố Hiến            |
| ------------------ | -------- | ------------------- |
| Nguyễn Văn Đạt 39' | Chi tiết | Trần Hoàng Phúc 34' |

| Hà Nội            | 1–0      | Đồng Tháp |
| ----------------- | -------- | --------- |
| Nguyễn Vũ Tín 61' | Chi tiết |           |

### Chung kết
| Hà Nội            | 1–0      | Phố Hiến |
| ----------------- | -------- | -------- |
| Nguyễn Vũ Tín 68' | Chi tiết |          |

## Thống kê

### Vô địch
| Vô địch Giải bóng đá Vô địch U-21 Quốc gia 2019 |
| ----------------------------------------------- |
| Hà Nội Lần thứ 5                                |

### Các giải thưởng
Các giải thưởng dưới đây đã được trao sau khi giải đấu kết thúc:
| Vua phá lưới              | Cầu thủ xuất sắc nhất | Thủ môn xuất sắc nhất   | Giải phong cách |
| ------------------------- | --------------------- | ----------------------- | --------------- |
| Trần Danh Trung (Viettel) | Trần Văn Đạt (Hà Nội) | Quan Văn Chuẩn (Hà Nội) | Phố Hiến        |

### Đội hình tiêu biểu
Đội hình tiêu biểu của giải đấu, do ban tổ chức bình chọn, là đội hình gồm những cầu thủ thi đấu ấn tượng nhất tại các vị trí được chọn lựa trong giải đấu.
| Cầu thủ                 | Cầu thủ | Cầu thủ                    | Cầu thủ | Cầu thủ                           | Cầu thủ  | Cầu thủ                   |
| Thủ môn                 | Hậu vệ  | Hậu vệ                     | Tiền vệ | Tiền vệ                           | Tiền đạo | Tiền đạo                  |
| ----------------------- | ------- | -------------------------- | ------- | --------------------------------- | -------- | ------------------------- |
| Quan Văn Chuẩn (Hà Nội) | LB      | Phùng Viết Tường (Hà Nội)  | LM      | Trần Công Minh (Đồng Tháp)        | CF       | Trần Danh Trung (Viettel) |
| Quan Văn Chuẩn (Hà Nội) | CB      | Đặng Văn Tới (Hà Nội)      | CM      | Nguyễn Trọng Long (Phố Hiến)      | CF       | Trần Danh Trung (Viettel) |
| Quan Văn Chuẩn (Hà Nội) | CB      | Trần Văn Hoà (Phố Hiến)    | CM      | Trần Văn Công (Hồng Lĩnh Hà Tĩnh) | CF       | Trần Văn Đạt (Hà Nội)     |
| Quan Văn Chuẩn (Hà Nội) | RB      | Trần Hoàng Phúc (Phố Hiến) | RM      | Lê Xuân Tú (Hồng Lĩnh Hà Tĩnh)    | CF       | Trần Văn Đạt (Hà Nội)     |

### Cầu thủ ghi bàn
Đã có 42 bàn thắng ghi được trong 15 trận đấu, trung bình 2.8 bàn thắng mỗi trận đấu.

## Sau giải đấu

### Liên quan đến trận đấu Vĩnh Long – Đồng Tháp tại vòng loại
Vào ngày 11 tháng 5 năm 2020, Ban Kỷ luật VFF đã ra quyết định từ số 142 đến 152 về việc kỷ luật những cầu thủ có hành vi cá độ bóng đá trong trận đấu giữa hai đội U21 Vĩnh Long và U21 Đồng Tháp tại vòng loại giải bóng đá Vô địch U21 QG 2019. Theo đó, cầu thủ Huỳnh Văn Tiến của đội U21 Đồng Tháp bị cấm tham gia các hoạt động bóng đá của VFF trong vòng 5 năm LĐBĐVN quản lý, tổ chức đối với cầu thủ Huỳnh Văn Tiến của đội U21 Đồng Tháp do có hành vi tổ chức và tham gia cá độ, đánh bạc liên quan đến bóng đá, 10 cầu thủ khác trong đội (Nguyễn Nhật Trường, Nguyễn Anh Phát, Võ Minh Trọng, Lê Nhựt Huy, Giang Sô Ny, Trần Hữu Nghĩa, Cao Tấn Hoài, Dương Vũ Linh, Kha Tấn Tài, Trần Công Minh) bị đình chỉ trong 6 tháng.